# Син манакин
Синият манакин (Chiroxiphia caudata) е вид птица от семейство Манакинови (Pipridae).

## Разпространение и местообитание
Разпространен е в Аржентина, Бразилия и Парагвай.